# أرتيميثر
أرتيميثير (بالإنجليزية: Artemether)‏ هو مضاد للملاريا لعلاج السلالات المقاومة للأدوية المتعددة من الملاريا المنجلية. وقد تم تسويق أول مزيج (صياغة مشتركة) مع وميفانترين وذلك من قبل شركة نوفارتيس تحت الأسماء التجارية Riamet وكوارتيم.
وهو ضمن قائمة منظمة الصحة العالمية للأدوية الأساسية ومن الأدوية الأكثر أهمية واللازمة في اساس النظام الصحي

## الطبيعة الكيميائية
هو مشتق الإيثر الميثيل للأرتيميسينين، وهو لاكتون بيروكسيد معزول من نبات صيني مضاد للملاريا، عشبة الأرطماسيا. ومن المعروف أيضا باسم دي هيدروأريتميسينين ايثر، ولكن التسمية الكيميائية الصحيحة هي (+) - (3-alpha,5a-beta,6-beta,8a-beta, 9-alpha,12-beta,12aR)-decahydro-10-methoxy-3,6,9-trimethyl-3,12-epoxy-12H-pyrano(4,3-j)-1,2-benzodioxepin). انه نوع من الأدوية المحبة للدهون نسبيا وغير المستقرة.

## الاستخدام

### مضاد ملاريا
الأرتيميثير فعال للغاية ضد المتقسّمات schizonts في الدم لطفيليات الملاريا على حد سواء المتصورة المنجلية والمتصورة النشيطة. كان متوفرا كعلاج أحادي ولكن عادة يستخدم في تركيبة مع وميفانترين في العلاجات السريرية للملاريا. المبادئ التوجيهية لمنظمة الصحة العالمية لعلاج الملاريا المنجلية تنصح باستخدام هذا العلاج كتوليفية قائمة على مادة الأرتيميسينين، و التي وافقت عليها Swissmedic في ديسمبر 2008 و تمت الموافقة عليه مؤخرا من قبل إدارة الغذاء والدواء الأميركية. كان زامبيا أول بلد أفريقي اعتمد أرتيميثير/وميفانترين (وتسمى عادة كوارتيم) كعلاج أول في علاج الملاريا حسب مبادئ توجيهية وطنية في عام 2002. تظهر السجلات السريرية أنه بحلول عام 2008، انخفضت معدلات حالات الإصابة بالملاريا والوفيات بنسبة 61 ٪ و 66 ٪ على التوالي، مقارنة مع الفترة المرجعية 2001-2002. في جنوب أفريقيا أيضا عدد حالات العيادات الخارجية المرتبطة بالملاريا والقبول في المستشفى لكل خريف بنسبة 99 ٪ في 2001-2003، وانخفضت بنسبة 97 ٪ مقارنة بنفس الفترة من الوفيات المرتبطة بالملاريا. وقد تم تأكيد فعالية ستة جرعات من عقار كوارتيم في العديد من السكان المرضى في جميع أنحاء العالم، والمداومة على تحقيق 28 يوما من تفاعل بلمرة السلسلة قام بتصحيح معدلات الشفاء لأكثر من> 95 ٪ من السكان الخاضعين للتقييم، ويؤدي لتطهير سريع للطفيليات في الدم والشفاء من الحمى، مما يدل على تأثيره المبيد للأعراس الكبيرة، حتى في مجالات مقاومة الطفيليات واسعة النطاق لمضادات الملاريا الأخرى. عقار كوارتيم هو أكثر فعالية بكثير من الكينين، ومضادات الملاريا الكلاسيكية. التجارب السريرية العشوائية في أوغندا بينت أن نسبة الشفاء من الملاريا تصل إلى 96 ٪ في المجموعة التي عولجت بالكوارتيم مقارنة مع 64 ٪ للمجموعة المعالجة بالكينين. للعدوى بالمتصورة النشيطة، الجمع مع piperaquine هو أكثر فعالية من عقار كوارتيم.
تم تصنيف أرتيميثير ضمن الفئة C من قبل ادارة الغذاء والدواء على أساس البيانات الحيوانية مما يدل على وجود ارتباط مع خسارة الجنين والتشوه. ومع ذلك، يبدو أن البيانات السريرية تبين أن أرتيميثير آمن في الحمل. كما لم يتضمن التحليل التلوي ل 14 تجربة سريرية، التي أجريت عن استخدام الأرتيميثير في مجموعه مؤلفة من 945 امرأة حامل أية أدلة على الضرر،, و التجارب السريرية عن أرتيميثير - وميفانترين المصممة للنظر في هذه المسألة وجدت أحداث سلبية أقل في مجموعة مؤلفة من 138 امرأة حامل عولجت بالأرتيميثير - وميفانترين مقارنة مع النساء المعالجات بالكينين.

### طارد للديدان
خلال أوائل 1980s اكتشف العلماء الصينيون من خلال الصدفة أن أرتيميثير لم يكن سوى عامل مضاد للملاريا وحسب، ولكنها فعالة أيضا ضد مثقوبات الدم. في نهاية المطاف، أكدت التجارب المخبرية على طيفه الواسع في فعاليته ضد الديدان المثقوبة المختلفة، بما في ذلك جميع أنواع البلهارسيا البشرية، متفرعة الخصية الصينية، المتورقة الكبدية ومتأخرة الخصية الزبادية. وكشفت هذه الدراسات أن أرتيميثير يسلك أعلى نشاط ضد مراحل تطور الديدان المثقوبة، في حين الديدان البالغة هي أقل عرضة بكثير للتأثر. بالإضافة إلى ذلك، لا توجد إشارة عن السمية العصبية بعد الجرعات العالية المتكررة. أكدت نتائج التجارب السريرية العشوائية على الأرتيميثير المعطى عن طريق الفم بجرعة 6 ملغ/كغ مرة واحدة كل 2-3 أسابيع، عدم وجود آثار سلبية ذات صلة بالدواء، وقللت بشكل ملحوظ من حدوث واشتداد الإصابة بالبلهارسيا، بما في ذلك تلك التي المتقسمة المعوية (المانسونسة)، البلهارسية اليابانية والدموية.

### مضاد للسرطان
تبين أن للأرتيميثير فعالية مضادة للسرطان ومضادة للورم كبيرة. ثبت أن أرتيميثير يسبب تثبيطا قويا نمو الورم الدماغي الدبقي والتوعية الدموية الخاصة به في الجرذان. إن سميته الخلوية تعتمد على الجرعة والزمن، ويحفز موت الخلايا المبرمج وكبح دورة الخلية G2 في خطوط الخلايا السرطانية للمبيض، وخلايا سرطان الدم البشرية HL60, وسرطان البنكرياس البشري BxPC-3-1 وخلايا ASPC.

### استخدامات أخرى
بعض الأدوية لها أكثر من تأثير واحد على الجسم. فبالإضافة إلى مكافحة الملاريا له آثار مسكنة وخافضة للحرارة على الجسم من خلال تخفيف الألم وخفض الحمى.